# Kivàlitsi
Kivàlitsi (en rus: Кивалицы) és un poble de l'óblast de Leningrad, a Rússia, que el 2017 tenia 12 habitants, pertany al districte de Vólossovo.